# لوكاس (لاعب كرة قدم مواليد 1989)
لوكاس هو لاعب كرة قدم برازيلي في مركز الوسط، ولد في 6 مايو 1989 في كورنيليو بروكوبيو في البرازيل. لعب مع نادي بكسكابا 1912 إلوره ونادي دبرتسني.

## وصلات خارجية
- لوكاس (لاعب كرة قدم مواليد 1989) على موقع قاعدة بيانات كرة القدم.إي يو (الإنجليزية)
- لوكاس (لاعب كرة قدم مواليد 1989) على موقع Soccerway.com (الإنجليزية)

{{شريط تصفح تشكيلة فريق كرة قدم
|الاسم=
|اسم الفريق= نادي ديوسجوري
|القائمة=
- 1 Bánhegyi
- 3 Csaba Szatmári (footballer, born 1994) [الإنجليزية]‏
- 5 Ákos Kecskés [الإنجليزية]‏
- 4 لوند
- 6 Bence Bárdos [الإنجليزية]‏
- 7 أكولتاس
- 8 شابونييتش
- 9 Máté Sajbán [الإنجليزية]‏
- 10 Jurek
- 11 غيرا
- 15 Siniša Saničanin [الإنجليزية]‏
- 16 Komlósi
- 20 Ágoston Bényei [الإنجليزية]‏
- 21 Babós
- 22 Szilárd Bokros [الإنجليزية]‏
- 24 Ante Roguljić [الإنجليزية]‏
- 25 Gergő Holdampf [الإنجليزية]‏ ()

{{لاعب تشكيلة فريق كرة قدم|الرقم=29|الاسم=Bacsa
- 30 Karlo Sentić [الإنجليزية]‏
- 31 Megyeri
- 44 ايسيتي
- 47 Márk Mucsányi [الإنجليزية]‏
- 50 فاليجو
- 70 Demeter
- 74 Babos
- 75 Lipóczi
- 85 Szakos
- 88 Mi. Mucsányi
- 93 Márk Tamás [الإنجليزية]‏
- 94 Rudi Požeg Vancaš [الإنجليزية]‏
- مدرب: Vladimir Radenković [الإنجليزية]‏